# Fisklösen (Hols socken, Västergötland)
Fisklösen är en sjö i Vårgårda kommun i Västergötland och ingår i Göta älvs huvudavrinningsområde.